# Lubolo
Lubolo es un término asociado al candombe y al carnaval en Uruguay. Las comparsas de candombe son conocidas como "sociedades de negros y lubolos" y constituyen una expresión de la cultura afrouruguaya. Además, se usa esta expresión para referir a las personas que, sin ser afrodescendientes, participan en las comparsas de candombe y, en ocasiones, pintan sus rostros de color negro.       

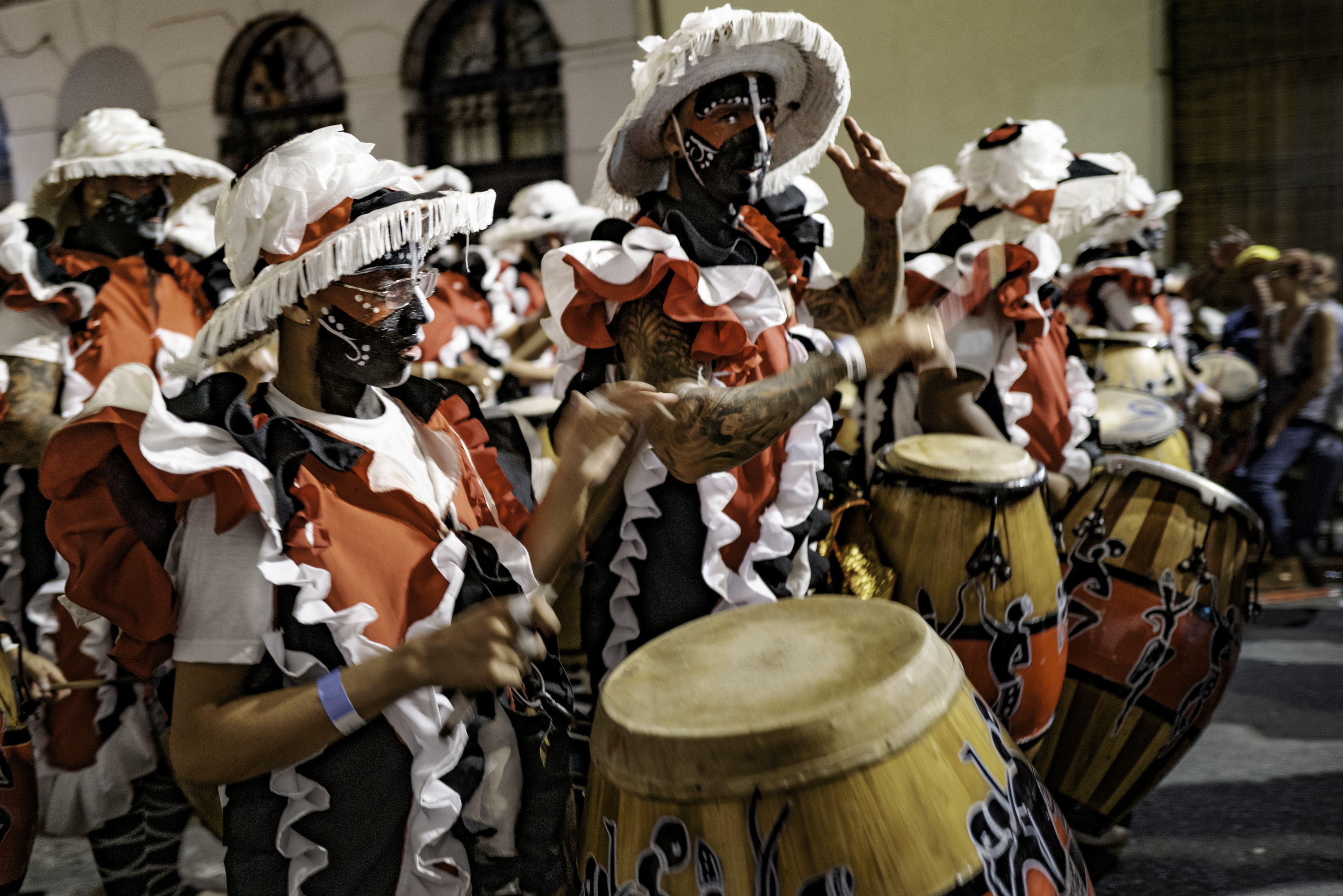
Tamborileros en las Llamadas de 2019 en Montevideo.

El término lubolo llegó a tener estos significados a partir de otros usos que influyeron en su historia. Por un lado, los lubolos son un pueblo bantú situado en el actual territorio de Angola. A partir del siglo XVI, integrantes de la etnia lubola fueron esclavizados y trasladados forzosamente a América en el marco de la trata transatlántica de esclavos. Existen registros históricos de la presencia de personas de origen lubolo en Uruguay durante la época colonial.
A finales del siglo XIX, se comenzó a llamar lubolos en el marco del carnaval uruguayo a las personas blancas que se pintaban de negro para imitar a los africanos, parodiando su lenguaje, sus danzas y su cultura. Esta práctica llegó a Montevideo a través de Buenos Aires y proviene de géneros como la zarzuela española y el minstrel estadounidense, que comparten la presencia de personajes de blancos tiznados o "blackface".     
Durante el siglo XX, las comparsas negras y lubolas se transformaron en la principal manifestación pública de la cultura del candombe y, a partir de 1956, las "Llamadas" de Montevideo se volvieron un evento central del carnaval uruguayo. Se trata de un desfile callejero en el que las comparsas muestran sus cuerdas de tambores, cuerpos de baile, símbolos y personajes típicos, compitiendo por un premio otorgado por el gobierno. Hacia fines de siglo, las llamadas y comparsas de candombe se extendieron por todo el territorio uruguayo y de manera internacional.     

## La nación lubola en América
Los lubolos son un pueblo africano de raíz bantú, originario del territorio de la actual provincia de Kwanza-Sul, en Angola. En dicha región existe una ciudad llamada Libolo. Este grupo étnico habla un dialecto del idioma kibala conocido como "bolo", "libolo" o "kimbundu de Kwanza-Sul", que está emparentado con la familia de lenguas kimbundu. 

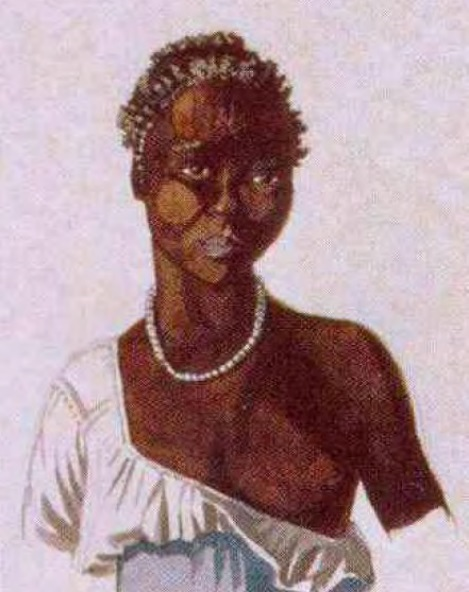
"Negra Rebolo" (1828), obra del artista franco-brasileño Hércules Florence.

Entre los siglos XVI y XIX el pueblo lubolo fue una de las naciones africanas esclavizadas y trasladadas forzosamente hacia América como parte de la trata atlántica de esclavos. Los lubolos eran una minoría entre la población esclavizada de por sí, pero si se los considera como miembros de las poblaciones angoleñas eran uno de los grupos mayoritarios en varias ciudades de la América colonial.      
Durante esta época, la palabra lubolo aparece en los documentos coloniales como un "nombre de nación", es decir, una categoría étnica que los esclavistas usaban para identificar a los africanos. Se encuentran referencias a personas de esta nación en documentos como actas de matrimonio, censos urbanos, avisos de fugas de esclavos y documentos militares en diferentes partes del continente americano.       
Al igual que los congos, los benguelas, los minas y otras naciones africanas, los lubolos tuvieron sus propias "salas de nación" en Montevideo, Buenos Aires y Río de Janeiro. Estas organizaciones procuraban defender los derechos de los africanos, organizando lazos de solidaridad, al mismo tiempo que les proporcionaban un sitio donde realizar sus prácticas culturales.             

Las salas de nación tuvieron como antecedente a las cofradías religiosas, organizadas por la iglesia católica para evangelizar a la población de origen africano. Como señala el historiador Gustavo Goldman, el grado de autonomía en estas organizaciones era distinto:              
A diferencia del caso de las cofradías, para las salas de Nación, no estaba previsto su control en forma orgánica por parte del poder colonial; eran una institución organizada por los propios africanos. Aún así debían solicitar permisos, tanto para establecer la organización como para las actividades que realizaban.

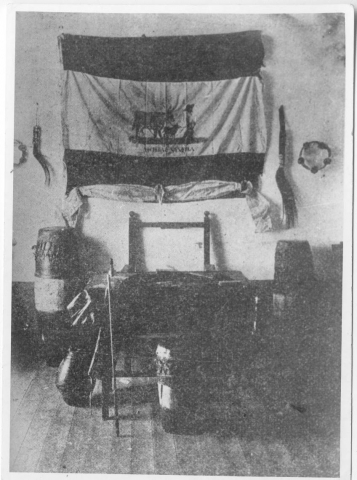
Mesa presidencial de la Sala de Nación Benguela, Buenos Aires, fines del.

Mientras que en las salas de nación los esclavos podían practicar su religiosidad, música y danzas de origen africano, en los festejos públicos debían ajustarse a las disposiciones del poder político y adaptar sus rituales, de manera sincrética, a las celebraciones católicas. Una de las festividades más populares en varias ciudades de la América colonial era el 6 de enero, día de los Reyes Magos, cuando los africanos coronaban a los reyes de sus naciones como líderes de sus comunidades.
Un ejemplo de esto último consta en la carta que Juan Gorrochea —entonces "rey" de la nación lubola en Montevideo— envió al primer presidente uruguayo, Fructuoso Rivera, solicitando permiso para celebrar la fiesta de Reyes el 6 de enero de 1831.
 

En las últimas décadas del siglo XIX, las salas de nación sufrieron un importante proceso de transformación que llevaría a su desaparición. El antropólogo Luis Ferreira Makl lo describe de esta manera:
En un comienzo las ceremonias tratarían de reproducir a las africanas con las diferencias propias entre grupos de distintas sociedades de origen. Con el correr del tiempo, se produciría una interculturación de los elementos de las diversas Naciones; entre otros factores, por las propias condiciones de cercanía urbana… y por una descendencia que ya no estaría determinada exclusivamente por el grupo étnico de origen. Se fueron definiendo así características propias y retenciones selectivas de las características africanas que, con el proceso histórico de la sociedad, las políticas de la clase dominante y la mestización, devendrían en rasgos comunes posteriormente definibles como afrouruguayos. 

## Los lubolos en el carnaval delsigloXIX
Al mismo tiempo que se desarrollaba este proceso de interculturación desde las salas de nación hacia una cultura afrouruguaya, florecían multitud de clubes y organizaciones de la comunidad negra en Uruguay. En ese contexto, nacieron las primeras comparsas de carnaval: "La Raza Africana" (1867) y los "Pobres Negros Orientales" (1869). Estos conjuntos realizaban presentaciones de música y danza en los escenarios montevideanos, cantando letras con contenidos políticos que criticaban la injusticia racial.
                      

Estas primeras comparsas afrouruguayas tenían escuelas de música que enseñaban a interpretar instrumentos de la tradición europea, así como también instrumentos africanos. De acuerdo con el historiador George Reid Andrews:                      
"AI mezclar los tambores y ritmos del candombe con las cuerdas, melodías e instrumentos de origen europeo, las comparsas crearon una nueva forma musical y un nuevo baile que inicialmente se llamó "tango". La palabra ya existía; se había usado desde principios del siglo XIX (tanto en Buenos Aires como en Montevideo) para referirse a la música y a la danza que practicaban los africanos y a las reuniones donde estas formas culturales se compartían." 

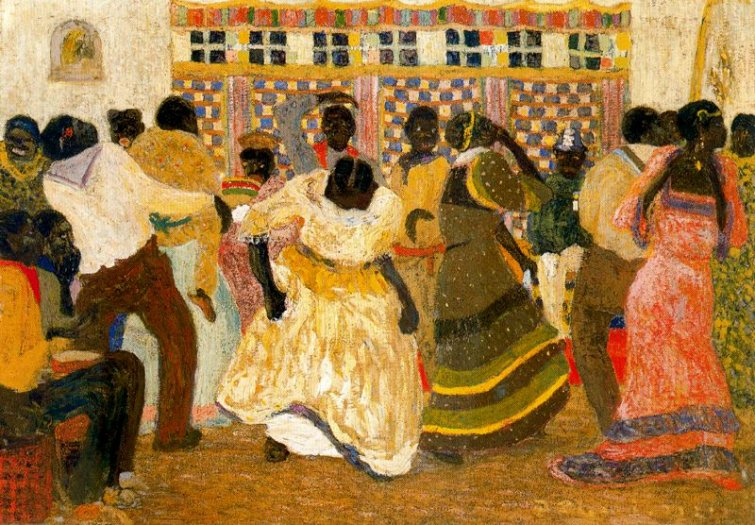
Obra de Pedro Figari acerca de los candombes en las salas de nación en Montevideo.

En 1874, una nueva comparsa debuta en el carnaval montevideano, son "Los Negros Lubolos". A diferencia de los grupos antes nombrados, este conjunto presentaba una novedad: incluía solamente a hombres blancos de clase alta, que se pintaban el cuerpo de negro en los días de carnaval. "Los Negros Lubolos" imitaban la música, la danza y la forma de hablar de los antiguos africanos, inspirándose en comparsas similares de Buenos Aires y en géneros como el minstrel norteamericano y las zarzuelas españolas.
Siguiendo el ejemplo de este conjunto, las comparsas de "negros falsificados" se multiplicaron en los años siguientes y el término "lubolo" pasó a designar, en Uruguay, a este tipo de agrupaciones carnavalescas en que los blancos interpretaban el papel de negros. Al mismo tiempo que presentaban una parodia de la identidad africana, mediante el uso de la "lengua bozal" y la fetichización de las mujeres negras, las comparsas lubolas realizaban declaraciones críticas sobre la discriminación racial.                        
Estas transformaciones son parte del proceso de disciplinamiento de la sensibilidad que el historiador José Pedro Barrán describió para la sociedad uruguaya del último tercio del siglo XIX. Se trata de un cambio profundo en el que las clases dominantes buscaron disciplinar a las clases subalternas, creando un nuevo orden social acorde a las necesidades del naciente sistema de producción capitalista. La historiadora Milita Alfaro ha destacado la manera en que la fiesta del carnaval se institucionalizó a través de su reglamentación por parte del Estado, pasando de un "carnaval bárbaro" a un "carnaval disciplinado". En este contexto, la conformación de clase y étnico-racial de las comparsas de candombe se transformó profundamente. La propia estructura de las comparsas se modificó, surgiendo nuevos personajes y símbolos que evocaban el pasado, trazando una línea de continuidad histórica. De esta manera,                      
... puede comprobarse una continuidad de los eventos anteriores, el período de carnaval y el Día de Reyes, protagonizados por nuevas formas de asociación de carácter recreativo, conocidas primero como Sociedades de Color desde 1865 y, luego, con el correr de la década de 1870, como Sociedades de Negros. Con la virada del siglo se establecería la denominación Sociedades de Negros y Lubolos para asociaciones numerosas y de integración racial mixta de acuerdo a las categorías relacionales raciales.

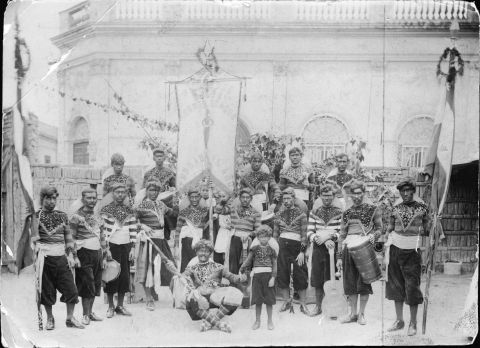
Fotografía de 1891 que muestra la "sociedad de negros Congos" en Buenos Aires, incluyendo a afroargentinos y a personas con sus rostros y cuerpos pintados de negro

## Sociedades de Negros y Lubolos en elsigloXX
Durante el siglo XX, el candombe se resignifica como expresión de la cultura nacional uruguaya y el término lubolo pasa a designar a cualquier integrante de una comparsa de candombe.               
Hasta 1905, diferentes grupos carnavalescos (mascaritas, coros, bandas, cuadros gauchescos, comparsas negras y lubolas) competían por un mismo premio en carnaval. Pero ese año, en función de su notoria popularidad, las comparsas negras reclamaron una categoría propia en la competencia del Carnaval; de lo contrario, boicotearían el concurso. De esa manera, surgió la categoría de "Negros Lubolos" como rubro del carnaval uruguayo.
Si durante el siglo XIX las comparsas estaban segregadas racialmente en comparsas negras y comparsas lubolas, para las primeras décadas del siglo XX esa situación cambia profundamente. Todos los grupos muestran una composición étnica variada, con presencia de personas afrodescendientes, europeas, indígenas, mestizas y blancas. Hasta 1950 se destacan las comparsas Miscelánea Negra, Esclavos de Nyanza, Fantasía Negra, Añoranzas Negras y La Candombera.              
En 1956, la Intendencia de Montevideo oficializa el Desfile de Llamadas. Hasta entonces, el término "llamadas" designaba a una práctica espontánea en la que pequeños grupos de percusión y danza recorrían las calles de los barrios Sur, Ansina y Cordón. Pero a partir de la oficialización del Desfile de Llamadas, comienza un proceso de profesionalización del candombe que traerá notorios cambios.              

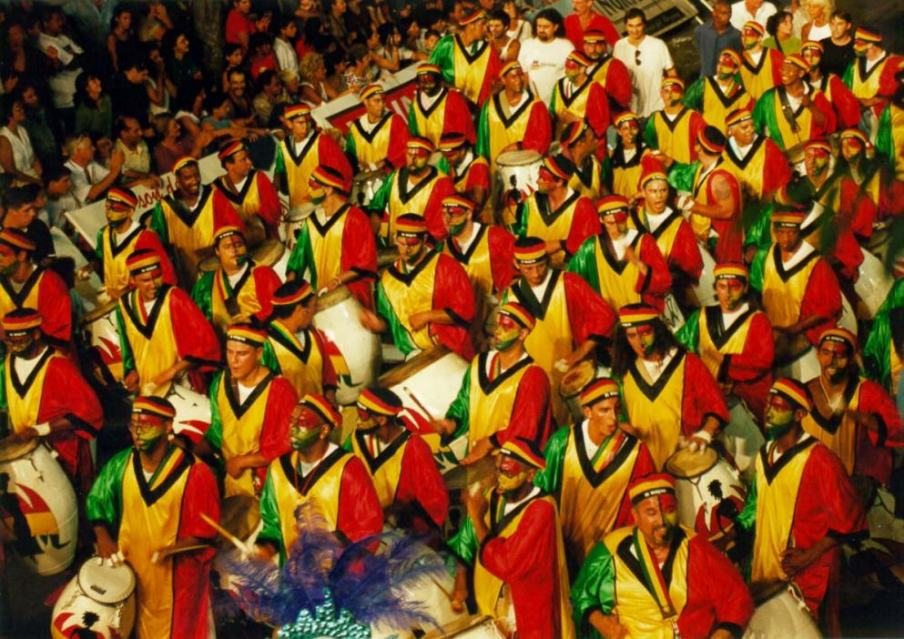
Comparsa Mi Morena en las Llamadas de 1999.

Paulatinamente, las cuerdas de tambores aumentan su número de integrantes y su estilo de toque se consolida. Al mismo tiempo, surgen nuevos personajes en los cuerpos de baile: entre ellos cabe destacar a la vedette y al partenaire, interpretados de forma original por Martha Gularte y Carlos "Pirulo" Albín. En esta época surgen las comparsas históricas de Ansina y Cuareim: se trata de Fantasía Negra, la comparsa del Barrio Ansina dirigida por Pedro Ferreira, y Morenada, la comparsa de Barrio Sur creada por los hermanos Silva en el conventillo Mediomundo.
En los años 1970, estos espacios fueron desalojados por la dictadura cívico-militar uruguaya como parte de un proceso de gentrificación. Este fenómeno expulsó a muchas familias afrouruguayas de sus barrios tradicionales hacia la periferia de Montevideo y propulsó un fenómeno de expansión territorial de la cultura afrouruguaya.               
En las próximas décadas, la cultura del candombe se difundiría, paulatinamente, por todo el territorio uruguayo. En 1989, las Llamadas de Durazno marcan un hito instalando el primer desfile de candombe del interior del país. De hecho, la ciudad de Durazno posee testimonios de comparsas negras hacia finales del siglo XIX, así como también una de las primeras comparsas de candombe del interior del país, Tamborileros del Sur, formada en la década de 1960 en el conventillo de Bertonasco.
Alrededor de los años 2000, el candombe se vuelve un fenómeno masivo a nivel nacional y alcanza difusión internacional. La transmisión televisiva del Desfile de Llamadas de Montevideo y su creciente espectacularización transforman el evento de forma notoria. En estos años, se destacan, entre otras, las comparsas Cuareim 1080, Sinfonía de Ansina, Kanela y su Baracutanga, Zumbaé y Yambokenia. Al mismo tiempo, se encuentran numerosas agrupaciones de candombe afrouruguayo en otros países, principalmente en Argentina, aunque también en otros territorios.    

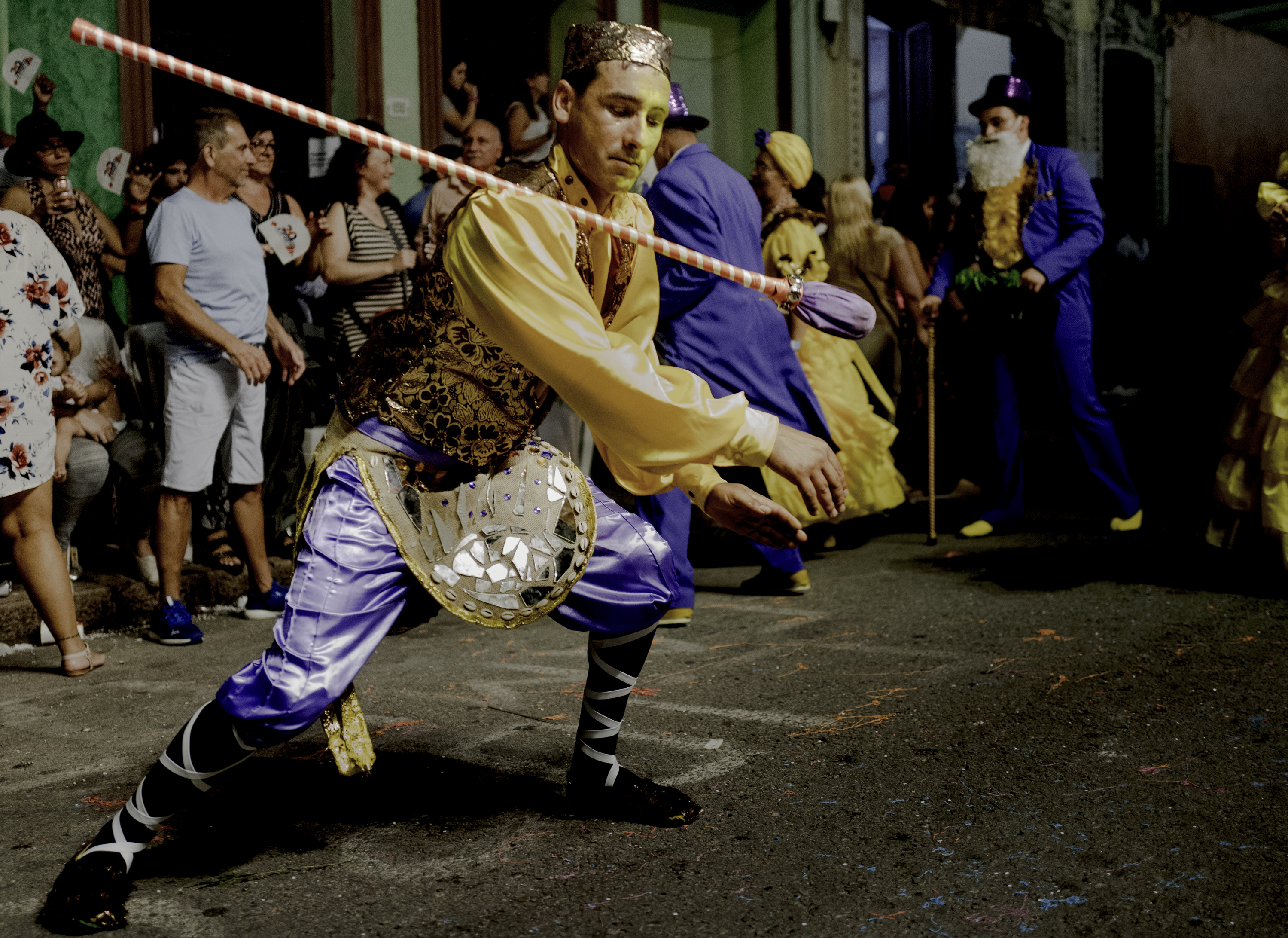
Personaje típico del candombe: el escobero.
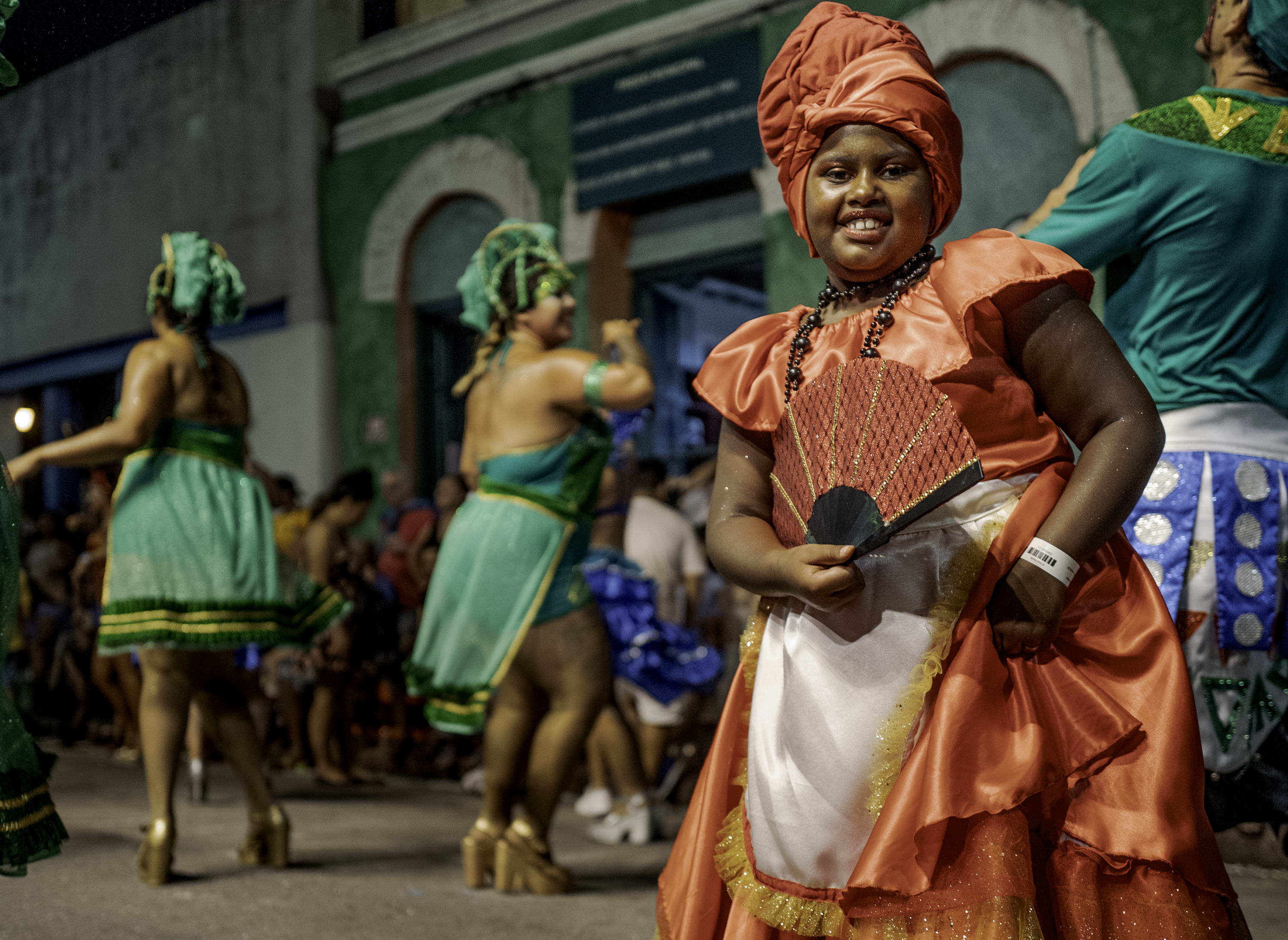
Personaje típico del candombe: la mama vieja.
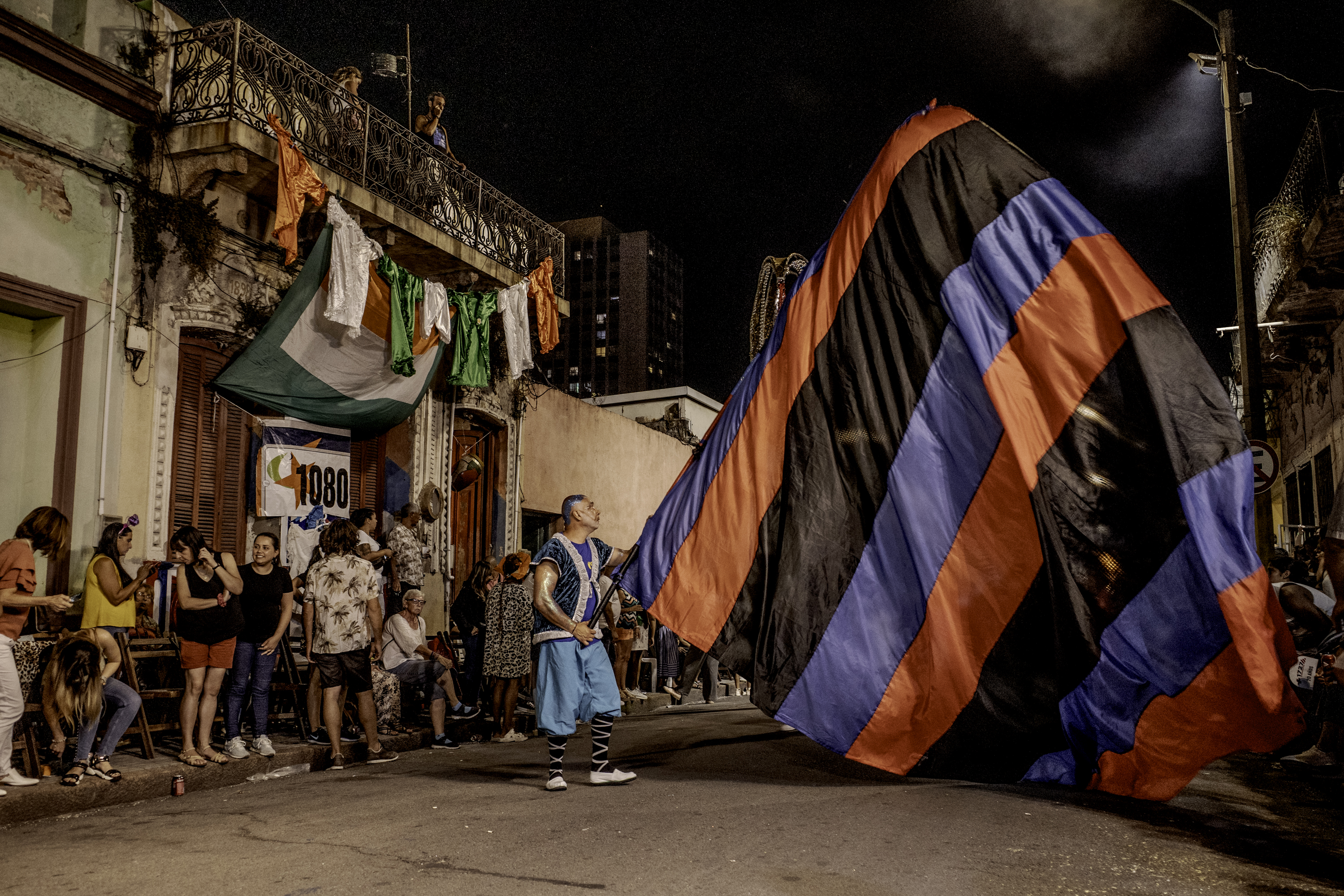
Un portabanderas en las Llamadas.
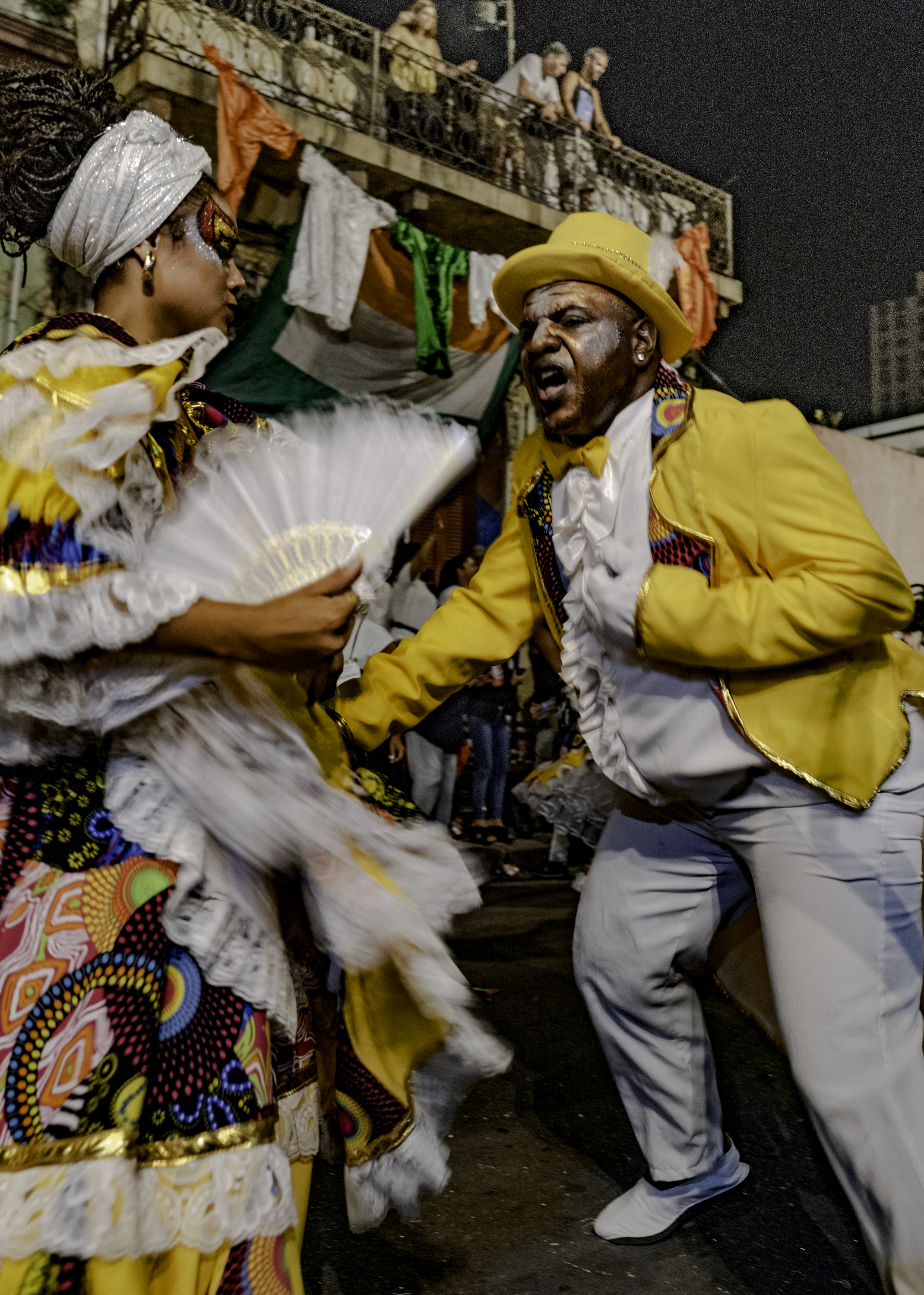
Gramillero y Mama Vieja.